# Goruszki Niewielskije
Goruszki Niewielskije (ros. Горушки-Невельские) – węzłowa stacja kolejowa w pobliżu miejscowości Goruszki, w rejonie newelskim, w obwodzie pskowskim, w Rosji. Położona jest na linii Petersburg - Newel - Witebsk, z której możliwy tu jest zjazd na linię Wielkie Łuki - Newel - Połock.